# Vague de chaleur (film, 1970)
Pour les articles homonymes, voir Vague de chaleur (homonymie).
Pour plus de détails, voir Fiche technique et Distribution.
Vague de chaleur (Ondata di calore) est un drame psychologique franco-italien réalisé par Nelo Risi et sorti en 1970.
C'est une adaptation du roman américain Dead of Summer de Dana Moseley paru en 1955.

## Synopsis
Joyce est une jeune Américaine vivant au Maroc avec son époux, un ingénieur allemand du nom d'Alexander Grass. Il travaille depuis des années à la reconstruction d'Agadir, la ville marocaine détruite par le tremblement de terre de 1960. La vie solitaire de Joyce à la maison ne semble pas très heureuse : l'attitude paternaliste de son mari ne la convient pas. Elle a donc pris l'habitude de communiquer avec lui via un magnétophone sur lequel elle enregistre des messages. Un jour, oppressée par la chaleur étouffante provoquée par une violente tempête de sable, elle décide de partir. Elle essaye d'abord de parler au Dr Volterra, un ami de la famille, puis de prendre un avion pour s'échapper.
Elle est également hantée par les apparitions soudaines d'Ali, le jeune ami de son mari, qui apparaît dans tous les endroits où elle se rend. Lorsqu'elle rentre chez elle de bonne humeur, elle aperçoit par la fenêtre un couple de voisins nus. Intriguée par cette scène, elle laisse entrer Ali et tente de l'approcher sans succès. Se voyant rejetée, elle le met à la porte et, désespérée, tente de se tuer en s'empoisonnant au gaz : le docteur Volterra arrive juste à temps pour la sauver.
Admise à la clinique pour trouver un peu de paix, elle est à nouveau assaillie par ses cauchemars et ses angoisses. En regardant un spectacle de danse africaine à la télévision, le rythme lancinant l'incite à se masturber, mais elle fait une violente dépression nerveuse. Elle s'échappe dans la voiture du médecin et se précipite chez elle pour découvrir que la police a découvert le corps de son mari, qu'elle avait tué la veille. Volterra, qui arrive peu après, la raccompagne au milieu des cris des gens et des flashs des photographes.

## Fiche technique
- Titre français : Vague de chaleur[1]
- Titre original : Ondata di calore[2]
- Réalisation : Nelo Risi
- Scénario : Anna Gobbi, Nelo Risi, Roger Mauge, d'après le roman Dead of Summer de Dana Moseley paru en 1955[3].
- Photographie : Giulio Albonico
- Musique : Peppino De Luca (it), Carlo Pes (it)
- Montage : Gianmaria Messeri
- Décors : Giuseppe Bassan, Mario Ambrosino (it)
- Costumes : Paola Nardi
- Maquillage : Phoung Maittret
- Production : Giorgio Venturini
- Sociétés de production : Filmes Cinematografica, Les Films Corona, Les Films Pomereu
- Pays de production :  Italie,  France
- Langue originale : italien
- Format : Couleur par Technicolor - 2,35:1 - Son mono - 35 mm
- Genre : Drame psychologique
- Durée : 105 minutes
- Date de sortie : 
  - Italie : 24 février 1970 (Milan)

## Distribution
- Jean Seberg : Joyce Grasse
- Luigi Pistilli : Dr Volterra
- Lilia Nguyen : Maid
- Gianni Belfiore : Ali
- Paolo Modugno : Cherif
- Franco Acampora (it) : Bianchi
- Stefano Oppedisano (it) : Le voisin fumeur

## Distinction
- Coquille d'or au Festival international du film de Saint-Sébastien en 1970